# آيسويند ديل الثاني

## آيسويند ديل
```
هي لعبة فيديو تمثيلية تم تطويرها بواسطة Black Isle Studios ونشرتها 
إنتربلاي إنترتينمينت
، وتم إصدارها في 27 أغسطس 2002. مثل سابقتها عام 2000 آيسويند ديل، تم تعيين اللعبة في' عوالم منسية، خيال إعداد الحملة | الإعداد في منطقة آيسويند ديل. يفترض اللاعب السيطرة على مجموعة من المرتزقة في حرب بين عشر مدن من آيسويند ديل وتحالف من الأعراق والأديان المضطهدة.
```

تم تصميم اللعبة كبديل عملي المنحى لألعاب محرك Infinity الأخرى، مع تركيز أقل على الاستكشاف والقصة. يستخدم  الوقت الحقيقي التكيف مع مجموعة قواعد «الزنزانات والتنينات» (D&D)  الإصدار الثالث. تم تعديل محرك إنفينيتي ليتوافق مع الإصدار الثالث، لكن الفريق اضطر إلى إزالة قواعد معينة بسبب طبيعة المحرك التي عفا عليها الزمن. كانت هذه هي اللعبة الأخيرة التي تم تطويرها باستخدام محرك Infinity.
لقيت اللعبة استحسان النقاد الذين أشادوا بقتالها وسرعتها واستخدامها لقواعد الإصدار الثالث. ومع ذلك، شعر بعض المراجعين أن الرسومات والمحرك قد عفا عليهما، ولا يمكن أن تنافس معاصريه.

## طريقة اللعب
آيسويند ديل هي عبارة عن تعديل  الوقت الفعلي لـ « D&D»  Third Edition . يتم عرض اللعبة من  منظور متساوي القياس، وعرض الرأس (HUD) تحتل الجزء السفلي من الشاشة. يمكن الوصول إليها من HUD هي automap ومجلة تسجل المهام والأحداث المهمة. يستخدم اللاعب أشر وانقر  واجهة للتفاعل مع اللعبة؛ على سبيل المثال، يؤدي النقر فوق الأرض إلى تحريك شخصية اللاعب المحددة، والنقر على عنصر سلبي شخصية غير لاعب (NPC) سيبدأ الحوار. عندما تحدث المحادثات، تقدم اللعبة خيارات متعددة للحوار. عالم اللعبة مقسم إلى خرائط مناطق - تحجبها ضباب الحرب - يتم الكشف عنها أثناء استكشاف المنطقة. تتوفر  وضع متعدد اللاعبين لما يصل إلى ستة لاعبين عبر شبكة المنطقة المحلية أو الإنترنت. وضع "Heart of Fury" متاح أيضًا، مما يزيد من صعوبة اللعبة ويحتوي على عناصر أكثر قوة.  تتميز اللعبة بأكثر من سبعمائة عنصر؛ قام المصممون بتضمين نظام عشوائي للعناصر التي يحصل عليها اللاعب من الأعداء.  